# IFK Arboga
IFK Arboga är en idrottsförening i Arboga. I fotboll har fotbollssektionen IFK Arboga FK spelat i Sveriges näst högsta division i slutet av 1920-talet. I ishockey, har ishockeysektionen IFK Arboga IK spelat i Sveriges näst högsta division .